# Station Bridgwater
Bridgwater is een spoorwegstation van National Rail in Sedgemoor in Engeland. Het station is eigendom van Network Rail en wordt beheerd door Great Western Railway. Het station is Grade II* listed